# 迪吉多

迪吉多商标（1993-1998）

数字设备公司（英語：Digital Equipment Corporation，簡稱DEC），商标迪吉多（Digital），是成立於1957年的一家美國電腦公司，發明了PDP系列迷你计算机、Alpha微處理器，後於1998年被康柏電腦收購。

## 簡介
1957年，肯尼思·奧爾森與哈蘭·安德森創立迪吉多，資本額10萬美元，其中70%股權由一家風險投資公司「美國研發公司」（American Research and Development Corporation）所持有。

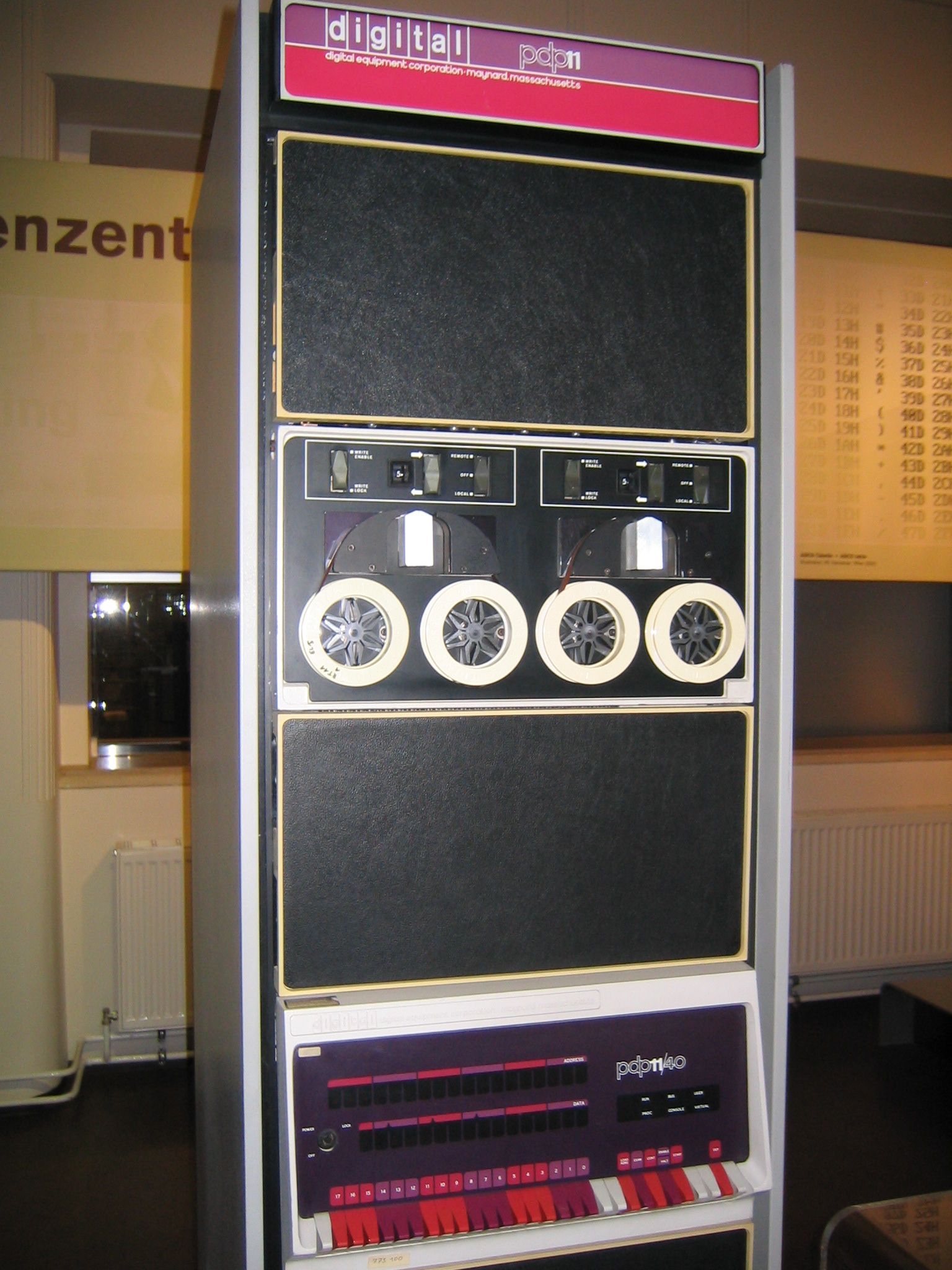
配備了兩台磁帶機的迪吉多「PDP-11/40」迷你電腦

在迪吉多創立之前，奧爾森和安德森曾為林肯實驗室設計過AN/FSQ-7、TX-0及TX-2的電腦組成部份。憑著這份經驗，奧爾森和安德森希望可以製作出一部擁有自己品牌的迷你電腦。最終，迪吉多靠著自身的PDP系列電腦，開始在國際打出名堂。
1980年代，迪吉多生產的VAX系列迷你電腦成為備受全球各大企業及大專院校推崇的電子產品之一。
1998年6月，迪吉多被康柏電腦收購，Alpha微處理器成為康柏電腦的高階伺服器市場主力產品，合并没有成功，康柏很快发现自己陷入了财务困境。
2002年5月，康柏電腦連同旗下的迪吉多被惠普公司併購。
截至2007年，DEC的一些产品线仍以惠普的名义生产。

## 外部連結
- PDP-8 Frequently Asked Questions（英文）